# Coptosperma rhodesiacum
Coptosperma rhodesiacum är en måreväxtart som först beskrevs av Cornelis Eliza Bertus Bremekamp, och fick sitt nu gällande namn av J. Degreef. Coptosperma rhodesiacum ingår i släktet Coptosperma och familjen måreväxter. Inga underarter finns listade i Catalogue of Life.